# Nimeño II
Christian Montcouquiol més conegut per «Nimeño II» (Espira, 10 de març de 1954-Cavairac, 25 de novembre de 1991) va ser un torero francès.

## Biografia

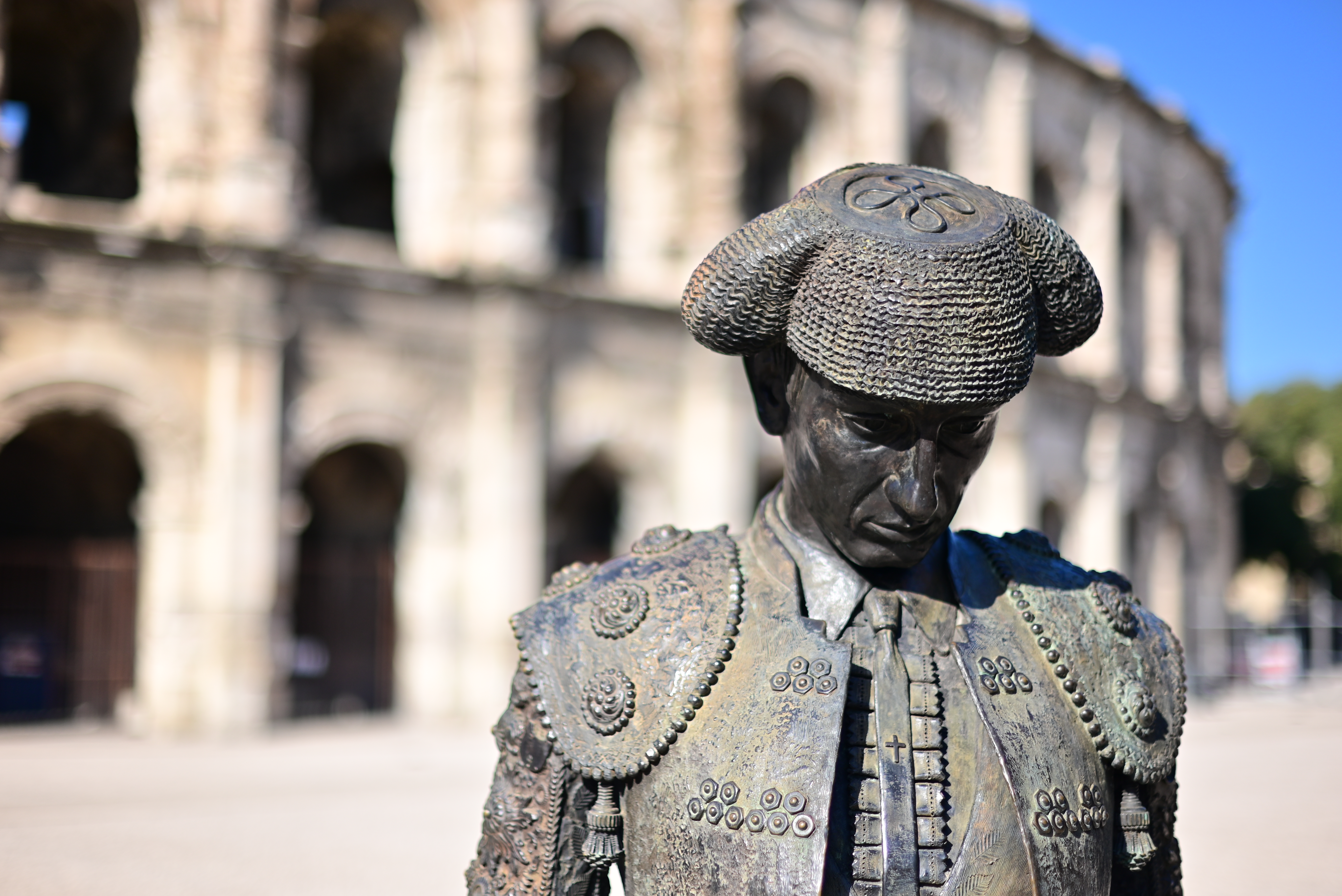
Estàtua de Nimeño II a les arenes de Nîmes.

Era germà d'Alain Montcouquiol, torero sobrenomenat Nimeño I. Després de la seva primera novillada a Nimes el 17 de maig de 1975, va obtenir l'ajuda de l'empresari Manolo Chopera, organitzador de corrides de toros a Espanya. Això li obre les portes de nombroses places espanyoles. Fins a 1982, participa en un gran nombre de corrides a Espanya, França, Veneçuela, Mèxic i Colòmbia.
El 1982, se separa de la tutela de Manolo Chopera, i contínua sota la direcció del seu germà, Alain. El 14 de maig de 1989, a Nimes, participa en un mà a mà amb el torero portuguès Victor Mendes, amb toros del ramader Salvador Guardiola. Mendes és ferit pel seu primer toro, i Nimeño II ha d'afrontar en solitari i mata als sis toros.
El 10 de setembre de 1989, a Arle, va afrontar toros de la Ramaderia Miura. El segon toro al qual es va enfrontar aquest dia, el va voltejar violentament, llançant-lo a l'aire. El torero va caure de cap, lesionant-se greument dos vèrtebres cervicals i la medul·la espinal, de fet els cirurgians que li van operar en Marsella van reconèixer que mai havien tractat a algú amb una lesió tan greu de la vèrtebra cervical. Nimeño II es va debatre entre la vida i la mort durant diversos dies. Una vegada fora de perill, va quedar paraplègic i va començar una llarga recuperació en la qual, al cap d'un any, va recuperar l'ús de les seves dues cames i del seu braç dret; no obstant això, el braç esquerre continuava paralitzat. El 18 de maig de 1991, va declarar que es retirava de la tauromàquia. Sis mesos després, el 25 de novembre de 1991, es va suïcidar penjant-se en el garatge de la seva casa de camp. Algunes de les seves amistats van sostenir que Christian Montcouquiol estava afectat psicològicament per la llarga recuperació i pel fet de no poder exercir la seva professió, la qual cosa el va conduir al suïcidi.

## Carrera

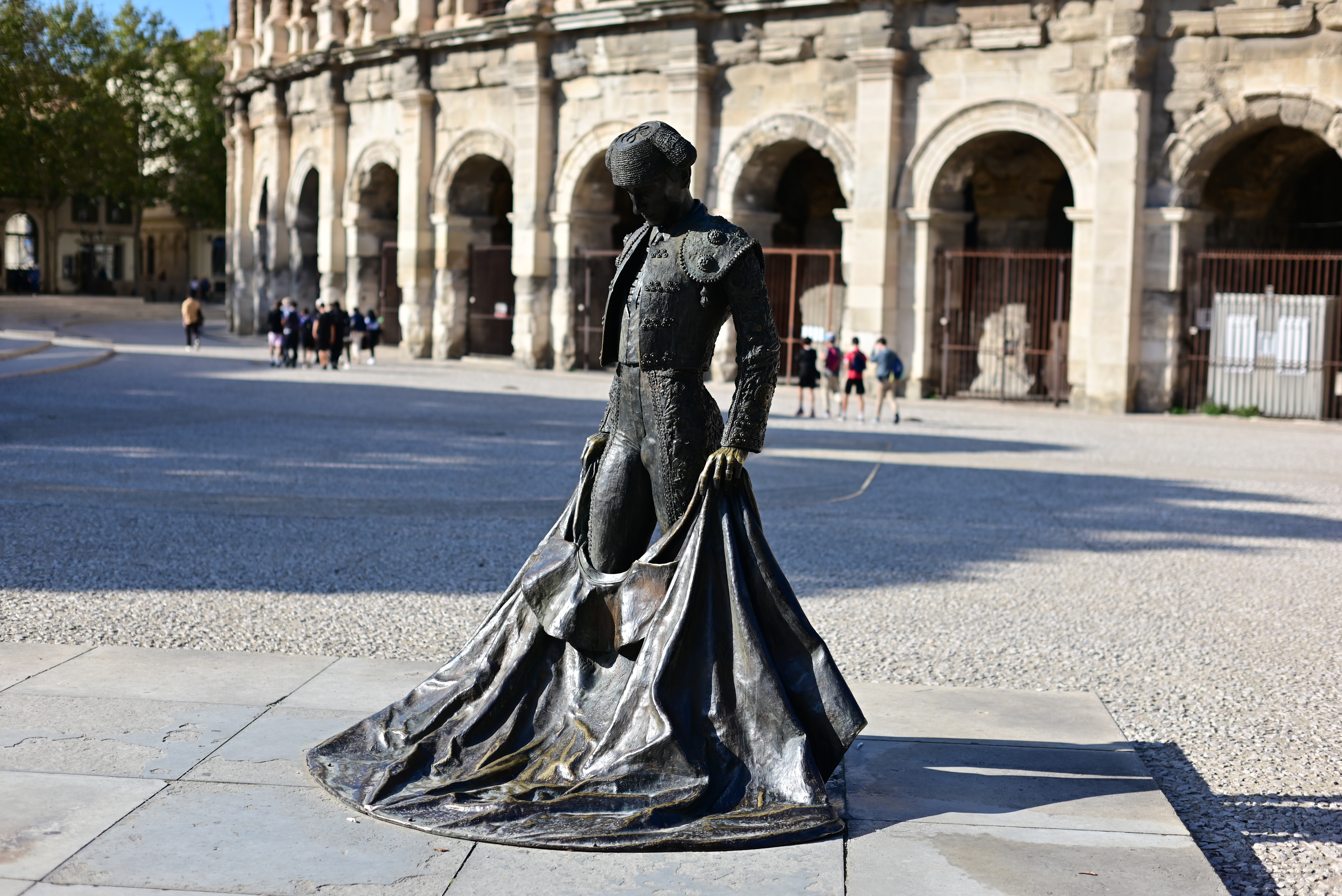
Estàtua de Nimeño II a les arenes de Nîmes.

- Debuta el 30 de març de 1967 a Tarascó (França).
- Primera novillada sense picadors el 19 de juliol de 1969 a Sant Geli (França). Els jònecs eren del ramader André Pourquier.
- Primera novillada amb picadors el 28 de maig de 1972 a Lunèl en la qual llança la seva carrera i a partir del qual abandona les novillades sense picadors, el 17 de maig de 1975 a Nimes (França). Els jònecs eren del ramader Matías Bernardos.
- Presentació a Espanya el 17 d'agost de 1975 a Santisteban del Puerto (Espanya), amb jònecs de la ramaderia de Germán Gervás.
- Pren l'alternativa a Nimes el 28 de maig de 1977, com a padrí Ángel Teruel, i testimoni José María Manzanares.
- Presentació com a torero a Espanya el 30 de maig de 1977 a Barcelona.
- Confirma la cerimònia d'alternativa a Mèxic el 28 de gener de 1979, el seu padrí fou Manolo Martínez, testimoni Dámaso González.[5]
- Confirma l'alternativa en Madrid el 21 de maig de 1979, apadrinant-lo Rafael de Paula i actuant com a testimoni Ángel Teruel.[6]